# La Fara (Valclusa)
La Fara (en francès Lafare) és un municipi francès situat al departament de la Valclusa i a la regió de Provença – Alps – Costa Blava.

## Demografia
| 1962                                       | 1968 | 1975 | 1982 | 1990 | 1999 | 2006 |
| ------------------------------------------ | ---- | ---- | ---- | ---- | ---- | ---- |
| 67                                         | 63   | 55   | 75   | 73   | 97   | 101  |
| Des de 1962: població sense dobles comptes |      |      |      |      |      |      |

## Administració
| Període | Identitat       | Partit |
| ------- | --------------- | ------ |
| 2001-   | Jean-Paul Anres |        |